# Трубаревац
Трубаревац је насеље у Србији у општини Сокобања у Зајечарском округу. Према попису из 2022. било је 390 становника (према попису из 1991. било је 751 становника).

## Демографија
У насељу Трубаревац живи 541 пунолетни становник, а просечна старост становништва износи 49,8 година (49,0 код мушкараца и 50,7 код жена). У насељу има 169 домаћинстава, а просечан број чланова по домаћинству је 3,65.
Ово насеље је великим делом насељено Србима (према попису из 2002. године), а у последња три пописа, примећен је пад у броју становника.
|  |

| Демографија | Демографија | Демографија |
| Година      | Становника  | Становника  |
| ----------- | ----------- | ----------- |
| 1948.       | 1.070       |             |
| 1953.       | 1.088       |             |
| 1961.       | 1.066       |             |
| 1971.       | 966         |             |
| 1981.       | 878         |             |
| 1991.       | 751         | 735         |
| 2002.       | 617         | 635         |

| Етнички састав према попису из 2002.‍ | Етнички састав према попису из 2002.‍ | Етнички састав према попису из 2002.‍ | Етнички састав према попису из 2002.‍ | Етнички састав према попису из 2002.‍ |
| ------------------------------------ | ------------------------------------ | ------------------------------------ | ------------------------------------ | ------------------------------------ |
|                                      |                                      |                                      |                                      |                                      |
| Срби                                 | Срби                                 |                                      | 603                                  | 97,73%                               |
| Роми                                 | Роми                                 |                                      | 14                                   | 2,26%                                |
| непознато                            | непознато                            |                                      | 0                                    | 0,0%                                 |

| Година пописа     | 1948. | 1953. | 1961. | 1971. | 1981. | 1991. | 2002. |
| ----------------- | ----- | ----- | ----- | ----- | ----- | ----- | ----- |
| Број домаћинстава | 200   | 209   | 211   | 202   | 186   | 180   | 169   |

| Број чланова      | 1  | 2  | 3  | 4  | 5  | 6  | 7 | 8 | 9 | 10 и више | Просек |
| ----------------- | -- | -- | -- | -- | -- | -- | - | - | - | --------- | ------ |
| Број домаћинстава | 18 | 43 | 28 | 26 | 25 | 12 | 9 | 7 | 1 | 0         | 3,65   |

| Пол    | Укупно | Неожењен/Неудата | Ожењен/Удата | Удовац/Удовица | Разведен/Разведена | Непознато |
| ------ | ------ | ---------------- | ------------ | -------------- | ------------------ | --------- |
| Мушки  | 280    | 58               | 185          | 29             | 8                  | 0         |
| Женски | 278    | 38               | 188          | 45             | 7                  | 0         |
| УКУПНО | 558    | 96               | 373          | 74             | 15                 | 0         |

| Пол    | Укупно                    | Пољопривреда, лов и шумарство | Рибарство                            | Вађење руде и камена | Прерађивачка индустрија       |
| ------ | ------------------------- | ----------------------------- | ------------------------------------ | -------------------- | ----------------------------- |
| Мушки  | 167                       | 118                           | 0                                    | 2                    | 9                             |
| Женски | 154                       | 136                           | 0                                    | 0                    | 1                             |
| УКУПНО | 321                       | 254                           | 0                                    | 2                    | 10                            |
| Пол    | Производња и снабдевање   | Грађевинарство                | Трговина                             | Хотели и ресторани   | Саобраћај, складиштење и везе |
| Мушки  | 6                         | 1                             | 12                                   | 2                    | 8                             |
| Женски | 0                         | 0                             | 6                                    | 0                    | 1                             |
| УКУПНО | 6                         | 1                             | 18                                   | 2                    | 9                             |
| Пол    | Финансијско посредовање   | Некретнине                    | Државна управа и одбрана             | Образовање           | Здравствени и социјални рад   |
| Мушки  | 0                         | 0                             | 4                                    | 1                    | 4                             |
| Женски | 0                         | 0                             | 1                                    | 2                    | 4                             |
| УКУПНО | 0                         | 0                             | 5                                    | 3                    | 8                             |
| Пол    | Остале услужне активности | Приватна домаћинства          | Екстериторијалне организације и тела | Непознато            | Непознато                     |
| Мушки  | 0                         | 0                             | 0                                    | 0                    | 0                             |
| Женски | 0                         | 0                             | 0                                    | 3                    | 3                             |
| УКУПНО | 0                         | 0                             | 0                                    | 3                    | 3                             |